# Онфруа (граф Апулии)
Онфруа де Отвиль (Готвиль) (фр. Onfroi de Hauteville, итал. Umfredo d’Altavilla; ок. 1010, Котантен, Манш, Нижняя Нормандия — 1057, Мельфи) — сын Танкреда Отвиля и его первой жены Мюриэллы, третий граф Апулии из дома Отвилей (1052 — 1057). Его самым известным деянием был разгром папской армии при Чивитате и пленение папы Льва IX.

## Биография

### Первые годы в Италии
Согласно хронике Гоффредо Малатерры, Онфруа прибыл в Италию вместе со старшими братьями Вильгельмом и Дрого. Другие хроники говорят о том, что Онфруа появился в Апулии в тот момент, когда Вильгельм уже был графом Апулии, после первого раздела земель вокруг Мельфи на двенадцать баронств. В пользу последнего предположения говорит то, что своё графство Лавелло Онфруа получил в 1045 году после смерти предыдущего бездетного владельца. Одним из воинов Онфруа в этот период был Ричард Дренго, изгнанный из Аверсы своим двоюродным братом Райнульфом II.
После гибели графа Дрого (10 августа 1051 года) апулийские норманны в течение года не могли выбрать его преемника. Только в июне 1052 года Онфруа был избран новым графом Апулии.

### Победа при Чивитате
Онфруа сразу же пришлось столкнуться с угрозой со стороны нарождающегося союза между папой Львом IX и Византией. Папа Лев IX считал норманнов корнем всех бед Италии, получая от разных городов и монастырей жалобы на разбой и насилия, чинимые норманнами. Призывы папы к европейским монархам оставались без ответа, и его единственным возможным союзником могла стать Византия. Византийский наместник (катапан) Аргир, со своей стороны, убедил императора Константина IX в необходимости такого альянса.
Летом 1053 года на норманнов двигались сразу две армии: византийская во главе с Аргиром, и папская, состоявшая из швабских наёмников и разношёрстной толпы, набранной по всей Италии. Армии должны были соединиться в северной Апулии и ударить по норманнам. Лангобардские властители Южной Италии либо присоединились к папе, либо заявили о своём почтении к нему. Не имея других союзников, норманнские вожди Онфруа, граф Апулии, его младший брат Роберт Гвискар и граф Аверсы Ричард, встретили папскую армию при Чивитате. Несмотря на преимущество папской армии в живой силе, норманны победили 18 июня 1053 года. Папа Лев IX сдался норманнам, а византийцы, узнав о результатах битвы, повернули назад. Папа был доставлен в Беневенто, где находился в почётном плену в течение девяти месяцев. Детали окончательного соглашения между Львом IX и Онфруа неизвестны, но из последующих событий ясно, что папа признал графские титулы Онфруа и Ричарда. Накалившиеся отношения между Римской и Константинопольской церквями, вскоре приведшие к окончательному их разделению, делали невозможным союз между Римом и Византией в будущем. 12 марта 1054 года Онфруа освободил папу и проводил его до Капуи.

### Расширение графства
Победа норманнов над папой привела к тому, что большинство городов, осаждённых норманнами теперь сдавались без боя. В течение 1055 года Онфруа овладел апулийскими городами Ория, Нардо и Лечче, а его младший брат Роберт Гвискар — Отранто, Минеровино и Галлиполи. Таким образом, к концу 1055 года в руках Онфруа оказалась ранее непокорная норманнам «пятка» Апулии. Опасаясь своего успешного брата Онфруа отправил Роберта Гвискара в Калабрию, где норманны вели тяжёлую борьбу с византийцами в нищей горной местности.

Весной 1057 года Онфруа тяжело заболел и призвал Роберта Гвискара к себе, поручив ему двух своих сыновей. Дата смерти Онфруа точно неизвестна, но уже в августе 1057 года Роберт Гвискар был избран в Мельфи новым графом Апулии и присвоил себе наследство сыновей Онфруа.

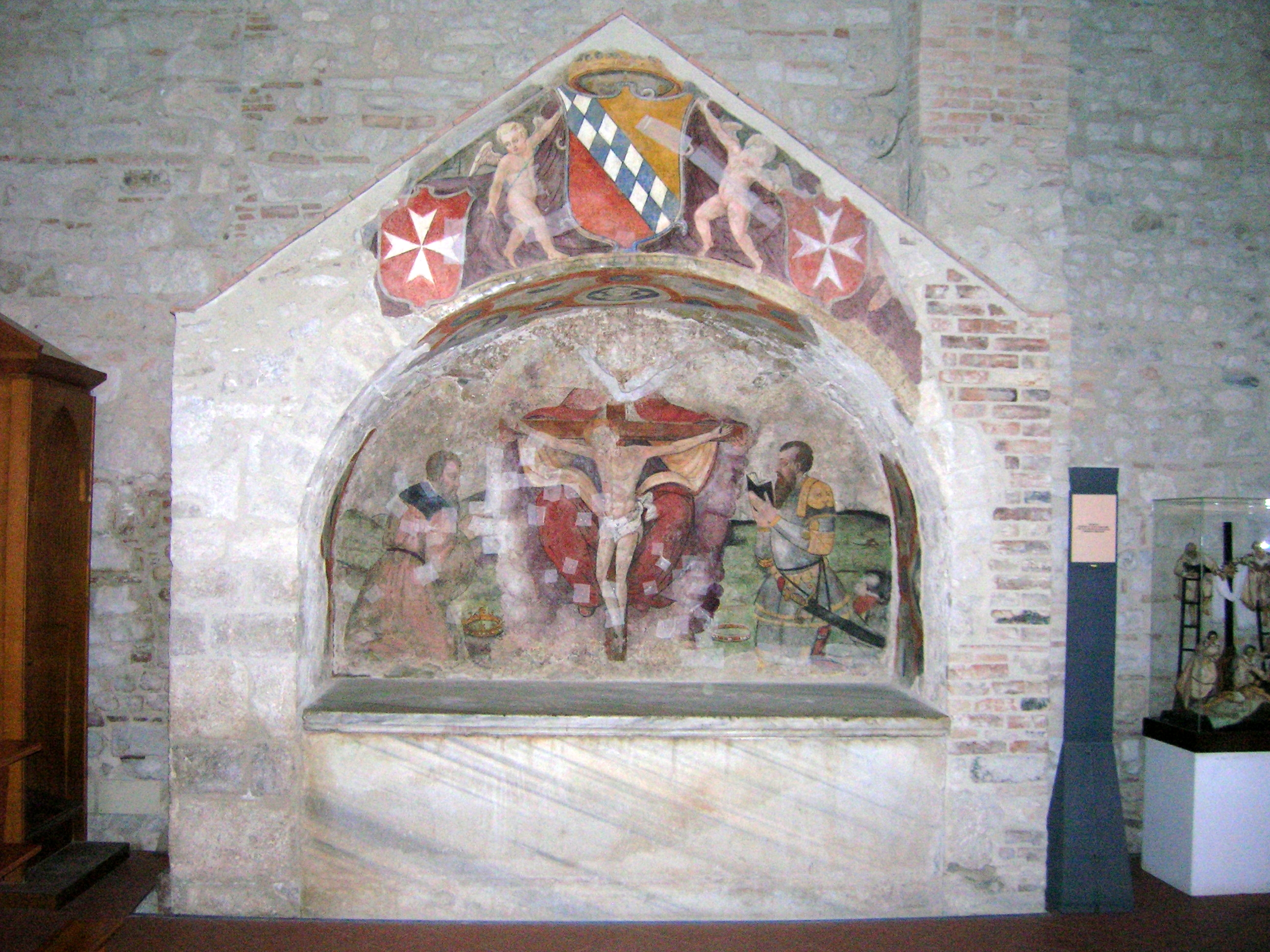
Гробница Отвилей в церкви монастыря Святой Троицы в Венозе

### Брак и дети
Различные источники указывают, что Онфруа был женат либо на дочери Гвемара III, либо Гвемара IV, князей Салерно. Учитывая, что его старший брат Дрого и младший — Роберт Гвискар был женаты на дочери Гвемара IV, более вероятным считается брак Онфруа с ещё одной дочерью того же салернского князя. Онфруа имел двух сыновей Абеляра (умер в 1081 году) и Германа (умер в 1097 году), лишённых наследства своим дядей Робертом Гвискаром и неоднократно поднимавших против него баронские мятежи.
Онфруа похоронен рядом со своими братьями Вильгельмом I, Дрого и (впоследствии) Робертом Гвискаром в церкви монастыря Святой Троицы в Венозе.